# Cronologia vieții lui Gheorghe Tattarescu
 Acest articol dezvoltă articolul principal Gheorghe Tattarescu .
Gheorghe Tattarescu și-a trăit copilăria și s-a format artistic în prima jumătate a secolului al XIX-lea, un secol puternic frământat din punct de vedere politic, social, istoric, dar și administrativ. Cele două Principate Dunărene românești au trecut prin mari prefaceri și profunde reforme în mai toate domeniile de activitate, incluzând aici și cultura și învățământul. În acest veac al modernizării, arta românească s-a distanțat de formele tradiționale și de arta bizantină. Încet, încet, școlile de zugravi au început să nu mai fie frecventate doar de către călugări. De la sfârșitul secolului al XVIII-lea acestea au avut și elevi din rândul oamenilor de rând și astfel, s-au format și meșteri zugravi laici. Arta pictorilor aflați în școlile de zugrăvie de pe lângă mănăstirile ortodoxe au început să aibă un caracter laicizant, îmbrăcând forme din ce în ce mai moderne.

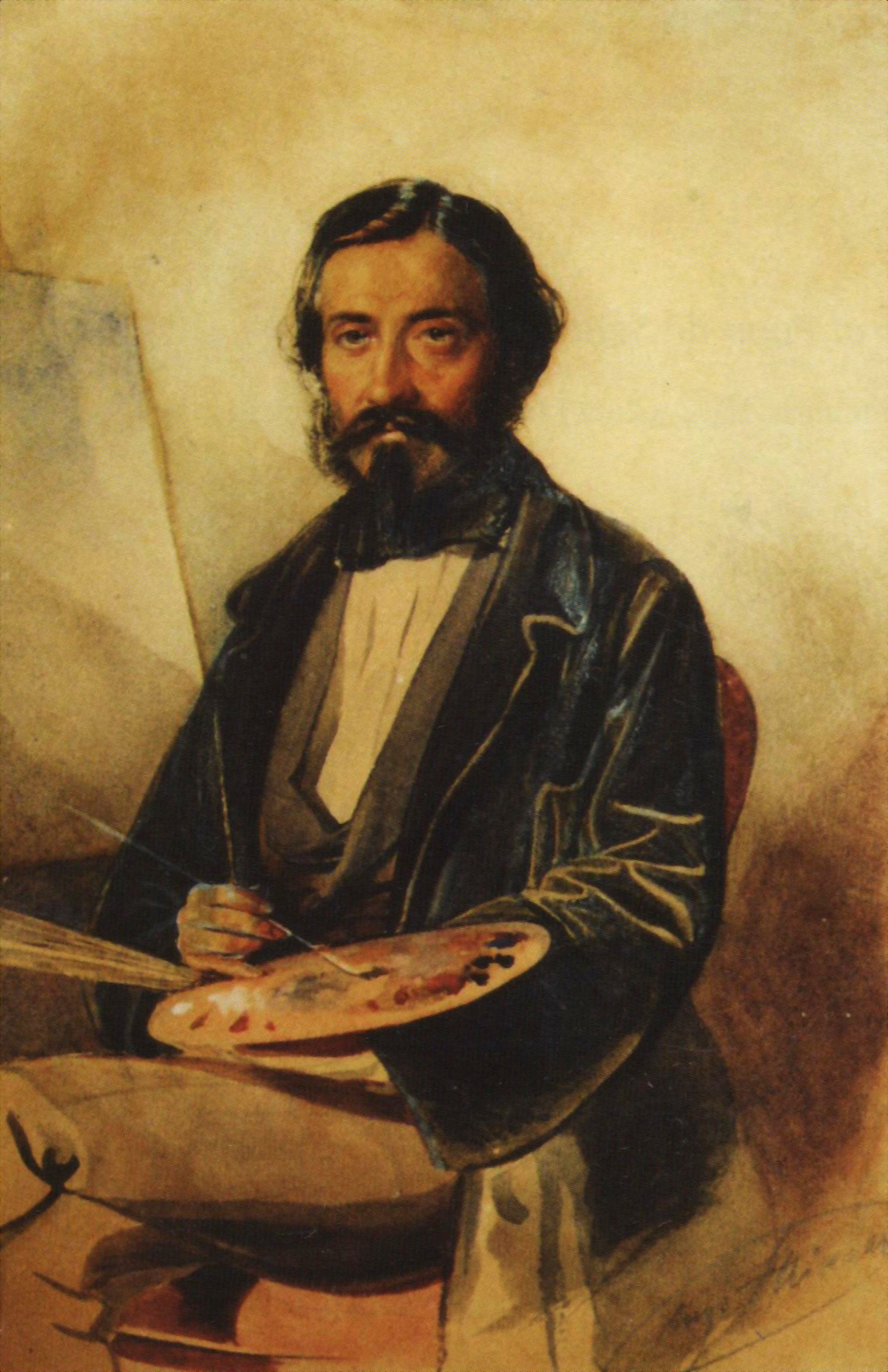
Portretul lui Gheorghe Tattarescu - acuarelă realizată de August Strixner

Reprezentanții elitelor, în dorința lor de a prelua un nou mod de viață de tip occidental, au renunțat la tradițiile lor de tip oriental, și-au schimbat mentalitatea, preocupările, gusturile și portul vestimentar și au dezvoltat un puternic interes în receptarea ideilor iluministe. Întregul proces de transformare socială nu a exceptat nici arta picturii care a cunoscut pe parcursul a doar câtorva zeci de ani o aliniere cu tendințele Apusului Europei. Astfel, a apărut pictura de șevalet de inspirație vest-europeană, zugravul de subțire și-a schimbat obiceiurile și fizionomia și s-a impus ca fiind o personalitate respectabilă prin prisma meseriei sale. În noul cadru format, portretul de șevalet a devenit principalul gen care a dominat pictura românească  până în primul deceniu al celei de a doua jumătăți a secolului al XIX-lea, inclusiv. Ca urmare, s-a format o breaslă  în care pictorul s-a aplecat cu acribie asupra înfățișării trăsăturilor fizice și ulterior, mai târziu, spre cele spirituale. Accentul a fost pus pe aspectele de natură exterioară, cum ar fi vestimentația, decorațiile și bijuteriile, pe care le acordau cu rangul modelului portretizat. Întreaga dezvoltare socială din această perioadă din spațiul românesc, a oglindit discursiv și explicit această iconografie. S-a format în acest fel o întreagă galerie de personaje încremenite în astfel de cadre, care formează în final o enciclopedie ilustrată a unei întregi epoci care nu ar putea fi înțeleasă fără acest ciné-verité de portrete. Devenirea artelor în România a avut ca rezultat formarea primilor artiști români care au venit din zona picturii bisericești.
Personalitățile artei românești din secolul al XIX-lea și începutul secolului al XX-lea care au fost contemporani cu Gheorghe Tattarescu au fost Constantin Lecca, Carol Popp de Szathmari, Mișu Popp, Theodor Aman, Mihail Dan, Ion Andreescu, Ion Georgescu, Nicolae Grigorescu, Sava Henția, Emanoil Bardasare, G.D. Mirea, Ștefan Luchian, Carol Storck, etc. Pictorii străini contemporani cu el, au fost Anton Chladek, Niccolò Livaditti, Johan Frankenberger, August Strixner, Amedeo Preziosi, Henric Trenk, Karl Storck și mulți alții.

## Cronologie

### Perioada copilăriei

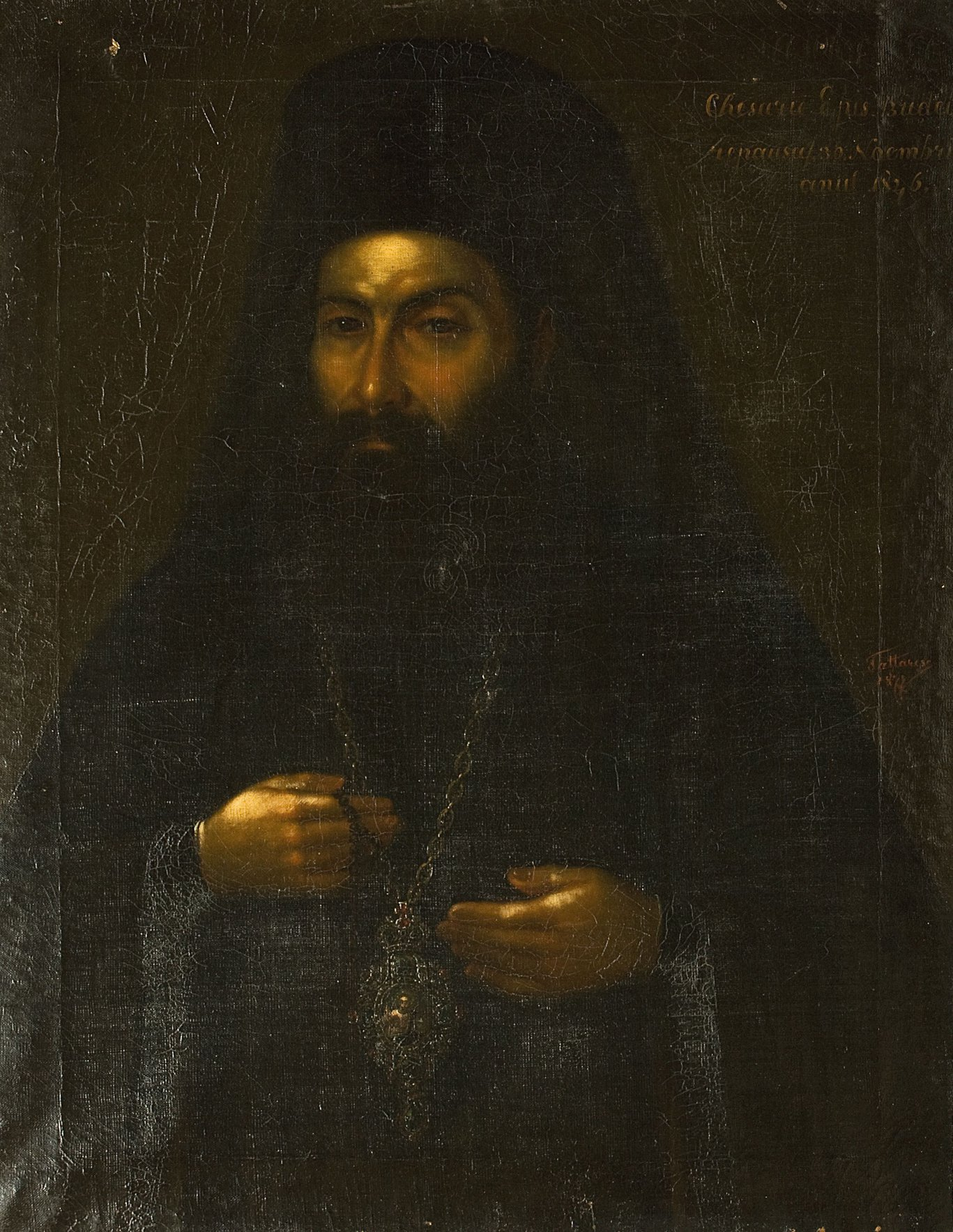
Portretul Episcopului Chesarie al Buzăului

- 1818[3]/1820[4] [?] – Gheorghe Tattarescu s-a născut la Focșani în luna octombrie ca prim fiu al Smarandei Teodorescu și al lui Mihai Tattarescu, originar din satul Tătaru, aflat în munții Buzăului;[3][4]
- 1825 – s-a născut Dumitru Tattarescu, cel de-al doilea fiu, fratele lui Gheorghe;[3]
- 1826 – familia a trăit la Focșani până în anul 1826, când părinții au decedat din cauza unei epidemii de ciumă care a afectat Moldova în primele trei decenii ale secolului al XIX-lea. Gheorghe și Dumitru au fost luați la Odobești spre îngrijire de unchiul lor Nicolae Teodorescu, un pictor provincial, care ucenicise la Mănăstirea Căldărușani pe lângă Polcovnicul Matei, în școala lui Ivan Rusu. Unchiul Teodorescu i-a fost lui Gheorghe primul îndrumător în însușirea meșteșugului picturii;[3]
- 1827 – Chesarie, Episcop al Buzăului, un adevărat progresist, a înființat școala de pictură, școala grămătici și tipografia din Buzău.[4] El a fost cel care i-a încredințat lui Nicolae Teodorescu zugrăvirea unor biserici din împrejurimile Buzăului, așa cum a fost biserica „Sfinții Apostoli" de la Mănăstirea Ciolanu, unde Gheorghe Tatarescu și-a început ucenicia de la vârsta de nouă ani;[3]
- 1831 – Chesarie a înființat „școala de zugrăvie" de la Episcopia Buzăului și i-a oferit postul de director lui Nicolae Teodorescu, care a fost considerat de contemporanii săi drept „cel mai bun zugrav de biserici ce am avut". El a fost un inovator pe acele vremuri deoarece a introdus în programa școlară studiul portretului. Tattarescu a fost cel mai tânăr și mai înzestrat elev din prima generație a școlii de picturăde la Buzău;[3]

### Ucenicia

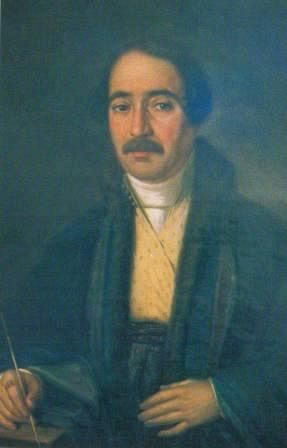
Nicolae Teodorescu - autoportret

- 1833 –  Nicolae Teodorescu împreună cu ucenicii săi Gheorghe Tattarescu, Grigore Stănescu și Tomiță Ploeșteanu au pictat Episcopia Buzăului;[3]
- 1834 - 1837 – lucrările de restaurare a Mitropoliei din București au fost date pentru execuție Polcovnicului Matei și Gheorghe Tattarescu. Din cauză că școala de la Buzău a fost închisă în perioada 1834-1837, Gheorghe Tattarescu l-a însoțit pe Teodorescu la București și ca urmare a participat la zugrăvirea mitropoliei;[3] Aceasta este perioada în care a luat contact cu mediul artistic bucureștean unde i-a cunoascut pe Anton Chladek, Carol Wallenstein de Vella și Carol Popp de Szathmari;[3]
- 1837 - 1842 – după terminarea lucrărilor de la mitropolie, Gheorghe Tattarescu  s-a întors împreună cu unchiul său la Buzău, unde Teodorescu și-a redeschis „școala de zugrăvie" în propriile sale case de pe strada Gării. În anul 1837, Episcopul Chesarie l-a declarat, ca urmare a unui examen, pe Gheorghe Tattarescu absolvent al „Scolii de pictură" de la Buzău;[5]
- 1843 - 1844 – a pictat cu Nicolae Teodorescu icoanele de pe tâmpla bisericii Mănăstirii din Rătești și bisericii ortodoxe „Sfântul Nicolae” din Onești. În această perioadă l-a cunoscut pe Nicolae Bălcescu cu care s-a împrietenit și a purtat ulterior corespondență. Bălcescu l-a încurajat să-și facă studiile de specialitate în străinătate. Acum a făcut demersuri să obțină o bursă de studii în Italia. Artistul și-a amânat plecarea pentru a învăța limba franceză și limba italiană. A pictat Portretul Episcopului Chesarie al Buzăului;[5]
- 1845 – în data de 23 aprilie, Chesarie i-a eliberat un certificat de studii prin care tânărul Tattarescu a fost trimis în Italia spre „a se perfecționa în meșteșugul zugrăviei". Bursa a fost stabilită la „150 de galbeni anual", ea urmând a fi plătită din bugetul Episcopiei Buzăului;[5]

### Studii în străinătate
- 1845 – în ziua de 18 mai, artistul s-a urcat la bordul unui vapor care a plecat din portul Brăila cu destinația Italia. Traseul călătoriei a trecut prin Varna, Constantinopole, Galata, Smirna, Sira, Atena, Lutraki, Patras, Corfu, Ancona și stația finală de la Roma unde a ajuns în luna iulie. A închiriat o cameră în Via Frattina nr. 99, unde a locuit timp de aproape șase ani. A vizitat Neapole, Herculaneum și Pompei împreună cu arhitectul Alexandru Orăscu. La Roma a început să ia lecții de pictură, în particular, cu profesorii Giovanni Silvagni, Natale Carta și Pietro Gagliardi, reprezentanți ai academismului italian. A realizat studii de atelier, după mulaje de ghips și ornamente, și unele proiecte de compoziții pentru care a făcut numeroase studii de detaliu pentru fiecare personaj în parte. A trecut apoi la compoziții mai ample, după cum se poate vedea în caietele sale cu desene și a dobândit cunoștințe solide de perspectivă și anatomie. L-au impresionat profund compozițiile mărețe din Capela Sixtină ale lui Michelangelo, cele ale lui Rafael din Stanzele ( Camerele lui Rafael ) și Logiile Vaticanului. O amprentă serioasă în creația lui Tattarescu au avut-o operele lui Paolo Veronese, Bartolomé Esteban Murillo, Antonio da Correggio, pe care le-a studiat în muzeele italiene, dar mai ales cele ale lui Luca Giordano, Carlo Dolci, Guido Reni, Natale Carta;[5]

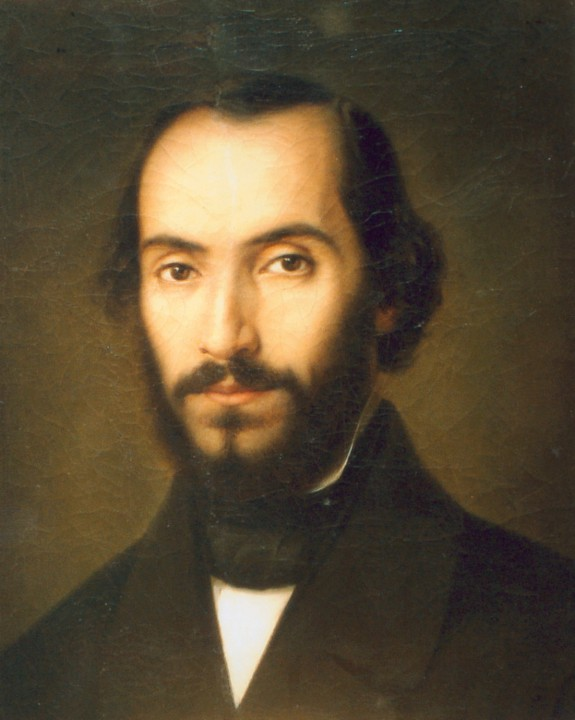
Portretul lui Nicolae Bălcescu

- 1846 - 1847 – în ziua de 30 noiembrie 1846 a decedat Episcopul Chesarie al Buzăului. Pierzând principalul susținător financiar, suplimentarea bursei cu 50 de ducați promisă de Chesarie nu a mai fost acordată. Din acest moment artistul a avut o permanentă nesiguranță materială care l-a obsedat continuu în anii studiilor. În perioada aceasta este datată lucrarea Turnul lui Lysicrate, pe care a realizat-o  în timpul unei scurte deplasări în Grecia. A fost vizitat de Nicolae Bălcescu și Ion Arcescu, care erau în trecere prin Roma, precum și de Constantin Lecca. Acum le-a făcut celor trei portretele. A executat o serie de copii după maeștrii italieni: Speranța (după Guido Reni); Scenă biblică (după Veronese); Cap de madonă (după Rafael); Trei îngeri cu crucea (după Francesco Albani); Magdalena (după Carlo Dolci); Peisaj din Italia (după Salvator Rosa); Sfânta familie (după Rubens); Romeo si Julieta; Amfitrita — Zeița Mării (după Guido Reni);[5]
- 1848 – a participat în ziua de 30 mai la concursul pe teme biblice organizat de „Congregazione Artistica dei Virtuosi al Pantheon", cel mai înalt for artistic din Roma care se afla sub patronajul Papei. Inițial, nu s-a putut înscrie la concurs deoarece era de religie ortodoxă și numai cu intervenția Cardinalului Mezzofante a reușit să concureze. A obținut Premiul cel mare și Medalia clasa I cu lucrarea Simeon si Levi, salvând pe sora lor Dina, răpită de Sichem și Hemor Rege. A fost prima dată când un artist român a fost distins cu un astfel de premiu. În luna august a călătorit la Florența, unde a studiat în galeriile orașului operele marilor maeștrilor. A realizat copii după acestea în Galeria Pitti și Galeria Uffizi și la cererea comanditarilor din România le-a trimis în țară - Cap de înger (după Rafael) și Maternitate (după Murillo). A realizat unul din autoportretele sale (datat 1848, Roma) și a făcut și picturi originale ca: Femeie cu tamburină, aflată în patrimoniul Pinacotecii municipale și apoi Pifferaro;[6]

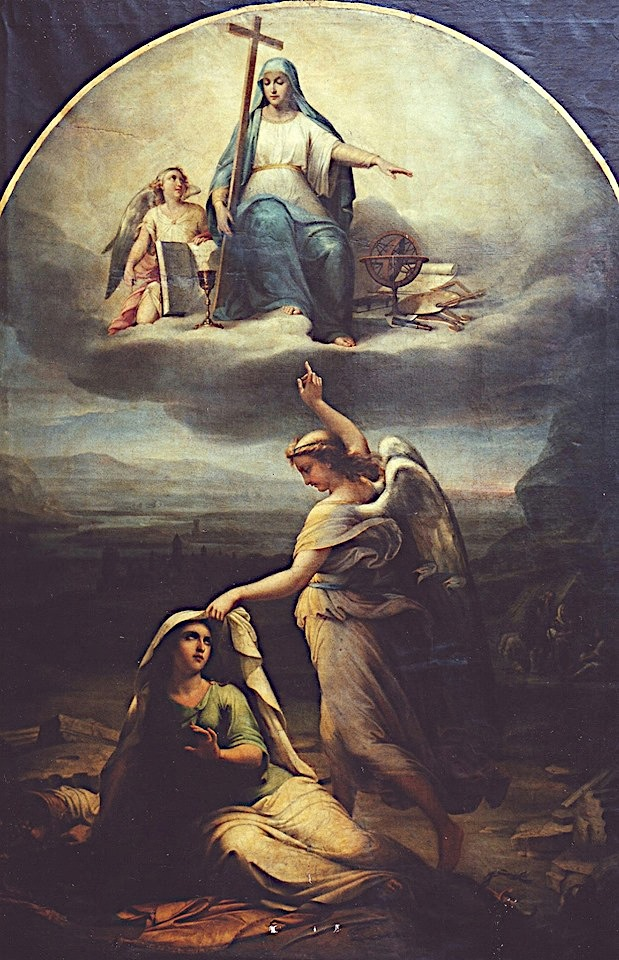
Renașterea României

- 1849 – la începutul lui ianuarie, pe 7 ianuarie, s-a întors la Roma. A închiriat un atelier pe Via Mario di Fiori și și-a început  schițele pregătitoare și studiile pentru compoziția alegorică Deșteptarea României;[6]
- 1850 – în luna iunie, a expus la Roma pictura de mari dimensiuni Deșteptarea României. Apariția a fost amplu elogiată în presa italiană,  presă pe care a trimis-o în țară domnitorului Barbu Știrbei. Această pictură a făcut parte din primele lucrări ale nou înființatei Pinacoteci a Statului. În luna iulie, s-a îmbolnăvit din cauza vopselelor toxice și a fost nevoit să plece la băi în Ischia, în proximitatea orașului Neapole. La Ischia a avut o scurtă idilă de o lună de zile cu o tânără contesă, căsătorită, căreia i-a realizat portretul. A părăsit Ischia în luna septembrie și s-a reîntors la Roma prin Neapole, Caserta, Sorrento, Pompei. În această perioadă a pictat lucrările: Marinar, Aurora (după Guido Reni), Răpirea Europei, Venus (după Tizian), Peisaj cu arbore frânt, Peisaj cu scenă romantică, Terasa de pe Monte Pincio, Pe Gianicolo, precum și Nud, expuse azi la Muzeul Gheorghe Tattarescu;[6]
- 1851 – în luna mai a părăsit Roma, prin Florența, unde a mai zăbovit o vreme pentru a mai picta câteva copii după mari maeștri italieni, și a mers pe traseul Bologna, Modena, Parma, Mantua, Verona, Veneția, Milano, Torino, Genova. Trecând în Franța, a vizitat Marsilia, Lyon și Paris, unde s-a întâlnit cu Nicolae Bălcescu. Aici a realizat portretul acestuia, dovedindu-se ca fiind unul dintre cele mai emoționante și profunde figuri de patriot din pictura românească. A pictat trei variante: una care se află la Academia Română, dăruită de familia lui Bălcescu în 1892, una la Muzeul Gheorghe Tattarescu și una la Muzeul Național de Artă al României. Tot aici a făcut Portretul Generalului Magheru. A vizitat Luvru, Luxemburg și Versailles. În luna septembrie a vizitat Londra, unde a participat la Expoziția Internațională deschisă la Palatul de Cristal, apoi a vizitat British Museum, Westminster Abbey, a trecut prin Ostende în Belgia, Amsterdam și Haga, în Olanda, apoi Rotterdam, Anvers și Bruxelles. În muzeele pe care le-a vizitat a făcut și câteva copii după maeștri: Cap de cavaler (după Rembrandt), Dumnezeu Tatăl, Maica Domnului cu îngeri, dar și lucrări originale de mici dimensiuni: Monah bătrân, Găini, Cocoș și găină, Cal în grajd, etc. În octombrie, a ajuns la Munchen. La Viena s-a îmbarcat pe unul dintre vapoarele liniilor austriece ce mergeau pe Dunăre spre Giurgiu;[6]
- 1852 – a făcut o călătorie misterioasă în Turcia, la Brussa, unde a făcut câteva schițe în creion cu peisaje panoramice. Aici artistul pare că s-ar fi întâlnit cu grupul de revoluționari români exilați;[7]

### Maturitatea artistică
- 1853 – ca urmare a decesului lui Nicolae Bălcescu din 29 noiembrie 1852, a realizat lucrarea Nemesis — Zeița Răzbunării, dorind să aducă un omagiu revoluționarilor de la 1848. A încheiat primul contract pentru pictarea unei biserici, Biserica „Oteteleșanu" din Măgurele, lângă București. Datorită faptului că avea o educație academică însușită în străinătate, dispunând deja de o practică artistică îndelungată, Tattarescu a fost considerat pictorul cel mai indicat să execute atât comenzile oficiale, cât și pe cele ale iubitorilor de artă, și să satisfacă, prin opere alegorice, peisaje și scene de gen, religioase, istorice, un public care începuse să aprecieze pictura. În data de 16 iulie a încheiat contractul pentru pictarea Bisericii Zlătari din București. Este una din lucrările importante din cariera sa pentru că astfel, a avut prilejul să demonstreze experiența acumulată în timpul studiilor sale în Italia. Tattarescu a accentuat inovațiile în stil occidental care au pătruns destul de timid prin pictori ca Anton Chladek, Constantin Lecca și Mișu Popp, și stilul bizantin a fost părăsit în mod treptat. Domnitorul Barbu Dimitrie Știrbei l-a numit în data de 3 octombrie ca Pitar, un rang de mică boierie;[7]
- 1854 - 1855 – în ziua de 25 mai 1854, artistul a cumpărat „la mezat" casele și locul din „Ulița Belvedere", astăzi strada „Domnița Anastasia", nr.7, pe care mai târziu o amenajează ca locuință și atelier. A terminat zugrăvirea Bisericii „Oteteleșanu" de la Măgurele; a început zugrăvirea Bisericii „Sf. Voievozi” a fostului Schit Cetățuia de lângă Râmnicu Vâlcea la chemarea Mitropolitului Nifon, precum și biserica Mănăstirii Râmnicului și biserica Mănăstirii Bistrița. Arta religioasă pe care a etalat-o Tattarescu a atras admirația contemporanilor săi și a avut și aprecieri elogioase din partea unor străini. Francezul Teodore Margot l-a lăudat referindu-se la ansamblurile iconografice de la Episcopia Râmnicului și Bistrița. În perioada aceasta a frecventat casa familiei Kretzulescu și a realizat lucrarea Familia C.A. Crețulescu. Aceasta se pare că este singura compoziție de grup pe care a pictat-o. Ea se află expusă astăzi la Muzeul de Artă din Buzău. În locuința Sevastiței Bălcescu a cunoscut-o pe viitoarea sa soție, Maria Ioanidi, care abia terminase pensionul și avea în acea vreme vârsta de l8 ani. A realizat Portretul lui Alexandru Kirilov, astăzi la Muzeul Gheorghe Tattarescu, și un „studiu pentru pictură murală", aflat la Muzeul Național de Artă al României;[7]
- 1856 – în ziua de 27 ianuarie, a încheiat contractul cu Arhimandritul Ruvim Budișteanu pentru pictarea Bisericii „Târgșorul Nou", de lângă Ploiești. În data de 29 aprilie, s-a căsătorit cu Maria loanidi, fiica fostului director al Bibliotecii Naționale și a Medelnicesei Catinca Ioanidi, Gheorghe Ioanidi;[7]
- 1857 – în 9 iulie s-a născut primul copil, Aureliu. În acest an desenul „Unirea Principatelor" este litografiat în mii de exemplare. Librăria Gheorghe Ioanidi a anunțat apariția litografiilor în 4 decembrie. Lucrarea este considerată astăzi ca primul desen cu temă națională din istoria graficii românești;[7]
- 1858 - 1860 – a primit comanda pentru pictarea Bisericii „Sf. Spiridon Nou" din București, pe care a terminat-o în anul 1860. În paralel a pictat 24 de icoane pentru Episcopia Râmnicului, paraclisul Mănăstirii „Antim", biserica de la Comuna Brânceni, Teleorman, picturile murale de la Biserica Kretzulescu din București și paraclisul „Sf. Ioan" din curtea Mănăstirii din Câmpulung, lucrare de o mare valoare artistică, ea fiind considerată ca operă de maturitate pentru acest gen;[8]
- 1859 - 1864 – a preluat catedra de desen de la Colegiul „Sfântul Sava", ca urmare a pensionării pictorului Constantin Lecca. În vara anului 1860, a făcut o călătorie în județele Muscel, Argeș și Vâlcea, unde a realizat 36 de desene pentru „Albumul Național". Urcarea pe tron a lui Alexandru Ioan Cuza, fapt care a declanșat Unirea Principatelor, a creat condițiile favorabile pentru ca să depună, în luna decembrie, ministrului Departamentului Cultelor și Instrucțiunii Publice, primul proiect pentru înființarea „Școalei de Pictură și Școalei de Sculptură din România". Tattarescu a vrut crearea unei instituții cu o dublă factură, de pinacotecă și de școală în același timp. El a urmărit ca prin înființarea acestei școli să folosească și să adapteze necesităților românești, unele din metodele și principiile pe care le-a văzut la Academia di San Luca de la Roma. Ca urmare, Ioan Maiorescu, directorul Eforiei Școalelor, a creat o comisie formată din Gheorghe Tattarescu, Theodor Aman și Petre Alexandrescu care să examineze proiectul propus de Tattarescu, să evalueze sumele necesare în vederea alcătuirii unei colecții pentru muzee și trimiterea în străinătate a unor pictori care să facă copii după lucrările marilor maeștri. În Moldova, la Iași, Gheorghe Panaiteanu-Bardasare pornise acest demers mai de mult astfel că prin decretul domnesc nr. 59 din 29 august 1860, s-a înființat Școala de Pictură din Iași și o pinacotecă. Ulterior școala de la Iași și-a schimbat titulatura în anul 1865 în Școala Națională de Belle-Arte;[8]
- 1860 - 1863 – a pictat biserica familiei Oteteleșanu de pe moșia Funda, Biserica Crețulescu din Târgoviște și Biserica Mănăstirii Mărgineni;[8]
- 1861 – în ziua de 30 ianuarie, artistul a înaintat ministerului de resort proiectul de înființare a Școlii de Arte Frumoase din București;[8]
- 1863 – ca urmare a propunerii din 15 mai 1862 a  președintelui comisiei pentru organizarea muzeului, Generalul N. Mavros, arhitectul Alexandru Orăscu a luat măsuri pentru amenajarea unei săli la Academia din Palatul Universității, unde urmau să fie expuse lucrările care aparțineau statului. Theodor Aman și Gheorghe Tattarescu au fost însărcinați de minister pentru ca să se ocupe cu organizarea viitoarei Pinacoteci. Petru Verussi și George Ioanid, au început să copieze unele dintre lucrările care trebuiau a fi expuse. Tattarescu a participat cu  două lucrări Deșteptarea României și Nemesis — Zeița Răzbunării;[8]
- 1864 – a pictat Biserica Olteni din București, Biserica Grecească din Giurgiu și biserica nouă a Mănăstirii Ghighiu din județul Prahova. În ziua de 14 decembrie, s-a deschis oficial Școala de Belle-Arte din București, avându-i pe Theodor Aman în funcția de director și pe Gheorghe Tattarescu „profesor de pictură al II-lea". Se știe că Theodor Aman, prin relațiile sale a grăbit înființarea școlii, planul de organizare și programul de lucru aparținând lui Tattarescu. Alături de Theodor Aman, Henric Trenk, Constantin Lecca, Carol Popp de Szathmari, sculptori și arhitecți contemporani, Tattarescu a participat la expoziția organizată în trei dintre sălile Academiei „Sfântul Sava" din București.[8] Scopul declarat al expoziției era achiziționarea de opere care să îmbogățească galeriile din București și Iași. Gheorghe Tattarescu a participat cu 10 lucrări, originale și copii;[9]
- 1865 – a redactat primul manual în folosul elevilor săi - Precepte și studii folositoare asupra proporțiunilor corpului uman și desemn după cei mai celebri pictori. Acest manual este ilustrativ pentru educația pe care Tattarescu a primit-o în Italia, de la preceptele lui Giovanni Silvagni la care s-au adăugat și câteva observații personale. Artistul a făcut parte din juriul primei „Expoziții a artiștilor in viață din 1865" care a fost organizată de Școala de Belle-Arte. Din motive necunoscute, artistul nu participat cu lucrări la acest eveniment, chiar dacă a realizat câteva tablouri remarcabile, așa cum a fost și Portretul Arhimandritului Iosif Naniescu. În acest an a participat la inaugurarea unui ciclu de conferințe „Atheneul Român", organizate de Constantin Esarcu și a acceptat să dețină funcția onorifică de casier;[9]
- 1866 – în ziua de 29 iulie, s-a născut fiul său, Mihai. La 1 august, din lipsă de banii, au fost suspendate cursurile Școlii de Belle-Arte până la data de  1 aprilie 1867. Profesorii au continuat să țină prelegeri gratuite, iar Gheorghe Tattarescu a găzduit o parte dintre elevii care nu mai aveau bursă în propriul atelier. A pictat, împreună cu unii din elevii săi, Biserica „Otetari" din București și a terminat zugrăvirea Bisericii „Băleni" (Prahova) și a celei din Clejani. A realizat câteva lucrări de șevalet foarte importante: Portretul Colonelului Mustacoff, Sfântul Dumitru, Fecioara cu pruncul și două variante ale Deșteptării României;[9]
- 1867 – împreună cu Theodor Aman și Gheorghe Panaiteanu-Bardasare, a participat la Expoziția Internațională de la Paris, cu lucrarea Deșteptarea României. La 30 martie, a avut loc redeschiderea Școlii de Belle-Arte. A pictat Biserica Sfântul Nicolae Șelari;[9]

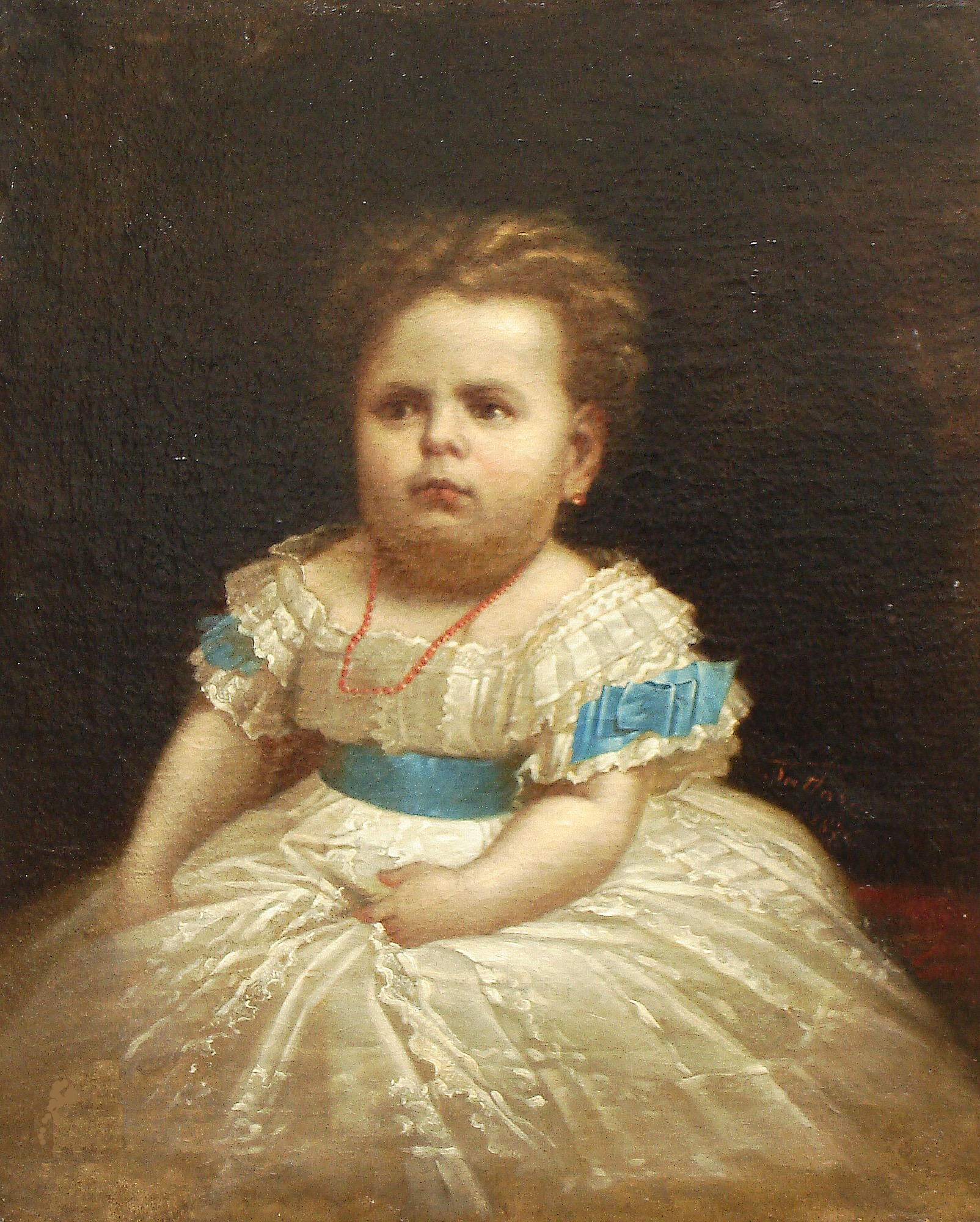
Maria sau Mărioara, cel de al patrulea copil al lui Tattarescu

- 1868 – în ziua de 9 ianuarie, s-a născut fiica sa, Lucia. Gheorghe Tattarescu a mai avut fiică numită Maria, născută probabil la începutul anilor 70. Maria nu a avut o viață prea lungă, probabil 5-6 ani, și nu se știe mai nimic despre existența ei, dar a rămas la Muzeul Gheorghe Tattarescu un portret al acesteia în vârstă de circa 5 ani. La 23 martie, s-a constituit „Societatea pentru învățătura poporului român" și Tattarescu a fost unul dintre membrii activi ai ei. La cea de-a II-a „Expoziție a artiștilor în viață din 1868", a prezentat mai multe lucrări ca: Țărancă din Vlașca, Peștera Dâmbovicioara, Țăran din Câmpulung și Țărancă din Câmpulung. A obținut Medalia clasa a II-a pentru Portretul lui Emanuel Bacaloglu. Au mai expus: Theodor Aman, Constantin Lecca, Carol Popp de Szathmari, Constantin I. Stăncescu, Mihail Ștefănescu, Henric Trenk, Mihail Dan și câțiva artiști mai tineri ca Iacovache Constantinescu și Dimitrie Teodorescu . A pictat biserica din Lețca Nouă (Vlașca). La 28 iunie, artistul a solicitat municipalității Buzăului o copie după actul său de „etate";[9]
- 1869 - 1870 – a pictat Mănăstirea Sămurcănești — Ciorogârla (Ilfov) și Biserica Enei (București). A participat la cea de-a III-a „Expoziție a artiștilor în viață" unde a expus Portretul Doamnei Șeicaru și compoziția biblică Agar cu fiul său Ismail în deșertul Bersabiei. Au mai participat primii absolvenți ai Școlii de Belle-Arte și vedeta expoziției a fost Nicolae Grigorescu. A pictat mai multe  portrete printre care și pe al fratelui său Dumitru Tattarescu.;[9]
- 1871 – a pictat Biserica Colțea din București, ctitorie a Spătarului Mihai Cantacuzino, și Biserica din Valea Boului. A realizat portretul sotiei sale;[10]
- 1872 – a luat ființă „Societatea Amicilor Bellelor Arte". Tattarescu a fost unul dintre membrii fondatori. A pictat Biserica Greacă din Brăila și făcut decorațiile Catedralei Grecescu din Turnu Severin, de pe moșia lui Vasile Paapa;[10]
- 1873 – a participat la Expoziția Universală de la Viena cu patru tablouri: Deșteptarea României, Portretul Arhimandritului Rovin Tărgșoreanu, Decebal și Țăranul de la Dunăre. La acest eveniment a participat și Nicolae Grigorescu. A participat la „Expoziția Amicilor Bellelor Arte", unde a expus numeroase lucrări ca: Țăran din Câmpulung, Portret de mitropolit. A pictat Biserica Albă și Biserica Colțea din București;[10]
- 1874 – a pictat biserica de pe moșia Paraipanu, proprietatea lui Arsaky, și Biserica „Sfântul Ilie" din București;[10]
- 1875 – a condus pentru scurt timp Școala de Belle-Arte. A realizat portrete ca: Mitropolitul Nifon, în două variante, și ultimul său Autoportret care se află la Muzeul Național de Artă al României. A încheiat contractul pentru pictarea Capelei Azilului „Elena Doamna";[10]
- 1876 – la 12 mai, a primit Medalia „Bene Merenti" clasa a II-a. A realizat câteva portrete: Scarlat Petrovici Armis, Portret de copil, aflate azi la Muzeul Gheorghe Tattarescu;[10]
- 1877 – a pictat Biserica „Ionașcu" din Slatina și Capela Azilului „Elena Doamna". A realizat pictură de șevalet: Episcopul Chesarie, Sotia pictorului, Maria Tattarescu;[10]
- 1878 – a pictat capela Generalului Ioan Emanoil Florescu din Sinaia și a făcut portretele: Protopopul Iancu Economu, Copiii pictorului, Lucia și Mihai;[10]

### Amurgul vieții
- 1880 – a pictat Biserica Sfânta Vineri din Ploiești și capela Cimitirului Militari; a realizat Portretul lui Mihail Pencovici;[10]
- 1881 – a participat la cea de-a IV-a „Expoziție a artiștilor în viață" cu: Simeon și Levi, salvând pe sora lor Dina..., Autoportret, „Dumnezeu Tatăl" etc. A pictat Biserica Galbenă din Urlați;[10]
- 1882 – în ziua de 18 ianuarie, prin Decretul Domnesc semnat de Nicolae Kretzulescu, i s-a conferit Medalia „Bene Merenti" clasa I pentru meritele artistice. În luna iunie,  Regele Carol I i-a conferit Ordinul „Coroana României” în grad de ofițer, iar în luna iulie a aceluiași an, este distins cu același titlu;[10]
- 1884 – în luna aprilie, a fost chemat la Iași ca să încheie un contract pentru decorarea Catedralei Mitropolitane din Iași. În vederea realizării comenzii a făcut o călătorie de studiu în Rusia. A vizitat Odessa, Kiev, Moscova și Petersburg. L-a interesat bisericile pictate de Verestchaghin. De asemenea, a vizitat muzee, și Ermitajul l-a impresionat într-un mod deosebit. S-a întors la București prin Varșovia și Chișinău. Elevul său Dimitrie Teodorescu a lucrat singur la zugrăvirea Bisericii Banului din Buzău, sub directa sa îndrumare;[11]
- 1885 – în luna august a făcut o nouă călătorie în Rusia pentru a se documenta pentru pictarea Mitropoliei din Iași. A avut o mulțime de comenzi pentru pictarea unor biserici pe care le-a făcut împreună cu unii dintre elevii săi;[11]
- 1886 – a terminat pictarea Mitropoliei din Iași;[11]
- 1887 - 1888 – în ziua de 5 august, printr-un Decret Domnesc semnat de Carol I la 24 aprilie, artistul a fost distins cu Ordinul „Coroana României” în grad de Comandor. A fost invitat de Luxița Cantacuzino să zugrăvească biserica de pe moșia acesteia din Florești. A pictat Biserica „Sfântul Nicolae” - Negustori din București. A făcut o serie de portrete: Maria Grădișteanu, Vornicul Șerban Grădișteanu si Ion Grădișteanu, expuse astăzi în Muzeul Gheorghe Tattarescu;[11]
- 1889 – a participat la Expozitia Universală de la Paris cu Portretul lui Mihail Pencovici și Portretul generalului rus Iacobsohn, pentru care a primit o „Mentiune Onorabilă". A pictat Biserica Fântâneanu de la Stoicănești;[11]
- 1890 – a demarat lucrările pentru decorarea Episcopiei din Huși. A pictat biserica din comuna Carol, Constanța. S-a îmbolnăvit grav și și-a întrerupt pentru o lună de zile activitatea la Școala de Belle-Arte și activitatea începută la zugrăvirea unor biserici;[11]
- 1891 – a pictat capelele din cimitirele Sfânta Vineri-Nou și Ghencea din București. A preluat conducerea Școlii de Belle-Arte în ziua de 30 august ca urmare a decesului lui Theodor Aman. Dacă Theodor Aman a fost reticent la admiterea în școală și a fetelor, Tattarescu a adus această reformă acest deziderat;[11]
- 1892 – a pictat Biserica Sfântul Ilie din Craiova, aceasta fiind ultima biserică pe care a mai pictat-o Tattarescu. El a fost ajutat de elevii săi cei mai iscusiti: Dimitrie Teodorescu și Gheorghe Ioanid. La 1 octombrie, s-a retras de la conducerea Școlii de Belle-Arte și a solicitat pensionarea;[11]
- 1893 – cu prilejul aniversării zilei sale de naștere a primit o scrisoare din partea foștilor săi elevi: Sava Henția, G.D. Mirea, Ion Georgescu, Ștefan Luchian, Ștefan Ionescu-Valbudea, Nicolae Vermont, Frederic Storck, etc.;[11]
- 1894 – într-o zi de luni, în data de 24 octombrie pictorul și profesorul Gheorghe Tattarescu a trecut în neființă, la vârsta de 74 de ani.[11]